# George James Hopkins
George „Neje“ James Hopkins (* 23. März 1896 in Pasadena, Kalifornien; † 11. Februar 1985 in Los Angeles, Kalifornien) war ein US-amerikanischer Art Director, Kostüm- und Szenenbildner, der viermal den Oscar für das beste Szenenbild erhielt. 

## Leben
Hopkins begann als Kostüm- und Szenenbildner und arbeitete als solcher acht Jahre mit William Desmond Taylor bis zu dessen bis heute ungeklärten Ermordung am 1. Februar 1922 zusammen. Während dieser Zeit begann er auch seine Zusammenarbeit mit Theda Bara, einem Star der Stummfilmzeit, mit der ihn eine lebenslange enge Freundschaft verband. Im Laufe seiner jahrzehntelangen Laufbahn in der Filmwirtschaft Hollywoods wirkte er bei der Ausstattung von rund 90 Filmproduktionen mit.
Hopkins war bei der Oscarverleihung 1944 erstmals für einen Oscar für das beste Szenenbild nominiert und zwar einerseits zusammen mit John Hughes und John Koenig für den Farbfilm This Is the Army (1943), andererseits mit Carl Jules Weyl für den Schwarzweißfilm Botschafter in Moskau (1943). 1948 erhielt er mit Robert H. Hass die Oscar-Nominierung für das beste Szenenbild in Unser Leben mit Vater (1947). Den ersten Oscar für das beste Szenenbild erhielt er bei der Oscarverleihung 1952 gemeinsam mit Richard Day für Endstation Sehnsucht (1951). Weitere Oscarnominierungen für das beste Szenenbild waren 1955 mit Malcolm C. Bert, Gene Allen und Irene Sharaff für den Farbfilm Ein neuer Stern am Himmel, 1959 mit M.C. Bert für Die tolle Tante (Auntie Mame, 1958), 1961 mit Edward Carrere für den Farbfilm Sunrise at Campobello (1960), ehe er bei der Oscarverleihung 1963 gleich zweimal nominiert war und zwar zum einen gemeinsam mit Paul Groesse für den Farbfilm Music Man (1962), zum anderen zusammen mit Joseph C. Wright für den Schwarzweißfilm Die Tage des Weines und der Rosen (1963).
Seinen zweiten Oscar erhielt er mit G. Allen und Cecil Beaton 1965 für das Szenenbild in dem Farbfilm My Fair Lady (1964). Nachdem er 1966 mit Robert Clatworthy für den Oscar für das Szenenbild im Farbfilm Verdammte, süße Welt (1965) nominiert war, erhielt er bei der Oscarverleihung 1967 zusammen mit Richard Sylbert für Wer hat Angst vor Virginia Woolf? (1966) seinen dritten Oscar für das beste Szenenbild. Seinen vierten und letzten Oscar in der Kategorie bestes Szenenbild erhielt Hopkins gemeinsam mit John DeCuir, Jack Martin Smith, Herman A. Blumenthal, Walter M. Scott und Raphael Bretton bei der Oscarverleihung 1970 für Hello, Dolly! (1969).
Darüber hinaus wirkte er unter anderem als Szenenbildner an der Erstellung von Casablanca (1942) sowie Der Fremde im Zug (1951) mit. 
George James Hopkins arbeitete im Laufe seiner Karriere mit zahlreichen Filmregisseuren wie Michael Curtiz, Elia Kazan, George Cukor, Morton DaCosta, Vincent J. Donohue, Blake Edwards, Robert Mulligan, Mike Nichols, Gene Kelly und Alfred Hitchcock zusammen.

## Filmografie (Auswahl)
- 1917: Cleopatra
- 1918: Salome
- 1940: Ein Mann mit Phantasie (A Dispatch from Reuters)
- 1942: Casablanca
- 1943: Botschafter in Moskau (Mission to Moscow)
- 1943: This Is the Army
- 1943: Der Pilot und die Prinzessin (Princess O’Rourke)
- 1944: Fahrkarte nach Marseille (Passage to Marseille)
- 1944: Janie
- 1945: Eine Frau mit Unternehmungsgeist (Roughly Speaking)
- 1945: Solange ein Herz schlägt (Mildred Pierce)
- 1946: Der Todesreifen (Suspense)
- 1947: Unser Leben mit Vater (Life with Father)
- 1949: Sturm über dem Pazifik (Task Force)
- 1949: Glück in Seenot (The Lady Takes a Sailor)
- 1950: Menschenschmuggel (The Breaking Point)
- 1950: Mordsache: Liebe (Perfect Strangers)
- 1951: Der Fremde im Zug (Strangers on a Train)
- 1951: Endstation Sehnsucht (A Streetcar Named Desire)
- 1951: In all meinen Träumen bist Du (I’ll See You in My Dreams)
- 1952: Jazz Singer (The Jazz Singer)
- 1952: Gauner mit weißer Weste (Stop, Your’re Killing Me)
- 1952: Im Banne des Teufels (The Iron Mistress)
- 1953: Ich beichte (I Confess)
- 1954: Bei Anruf Mord (Dial M for Murder)
- 1954: Ein neuer Stern am Himmel (A Star Is Born)
- 1955: Jenseits von Eden (East of Eden)
- 1958: Die tolle Tante (Auntie Mame)
- 1960: Das Dunkel am Ende der Treppe (The Dark at the Top of the Stairs)
- 1961: Der Chapman-Report (The Chapman Report)
- 1962: Die Tage des Weines und der Rosen (Days of Wine and Roses)
- 1964: My Fair Lady
- 1965: Der Lohn der Mutigen (None But the Brave)
- 1965: Das große Rennen rund um die Welt (The Great Rac)
- 1966: Wer hat Angst vor Virginia Woolf? (Who’s Afraid of Virginia Woolf?)
- 1966: Das Hotel (Hotel)
- 1967: Warte, bis es dunkel ist (Wait Until Dark)
- 1968: Das Herz ist ein einsamer Jäger (The Heart Is a Lonely Hunter)
- 1969: Hello, Dolly!
- 1970: Geschossen wird ab Mitternacht (The Cheyenne Social Club)
- 1970: Einst kommt der Tag… (On a Clear Day You Can See Forever)
- 1975: Der Tag der Heuschrecke (The Day of the Locust)